# Maroc Telecom
Maroc Telecom (Acrónimo: IAM, árabe: اتصالات المغرب) es la principal empresa de telecomunicaciones en Marruecos.
IAM emplea a alrededor de 11.178 empleados. Cuenta con 8 delegaciones regionales con 220 oficinas presentes en todo el territorio de Marruecos. La compañía cotiza en la Bolsa de Valores de Casablanca y en Euronext París.
El 3 de noviembre de 2021, el Tribunal de Apelación de Bamako dictó su veredicto en un caso que opuso a los operadores Orange y Moov Africa Malitel (una subsidiaria de Maroc Telecom) a la red de consumidores de telefonía móvil de Malí (Remacotem) que forma parte de las asociaciones de Coordinación y agrupación de la sociedad civil de Mali (Carsoc) que reúne a 360 asociaciones de consumidores malienses. Declaradas culpables de manejo fraudulento de contestadores automáticos, se ordenó a las dos compañías pagar una multa de 171,960,360,000 F CFA a Remacotem, incluidos 1,5 mil millones F CFA en daños e intereses.

## Historia
En 2006, la compañía informó una facturación de $2.67. La base hecha de encargo estuvo establecida en 1.27m líneas para el landline y en 391,000 líneas para el ADSL.

### De servicios postales a telefonía
El acrónimo IAM de Maroc Telecom proviene de su nombre en árabe original Ittisalat Al Maghrib. El nombre "Maroc Telecom" estuvo adoptada más tarde para mejor reconocimiento internacional.
El origen del proyecto de telecomunicación marroquí data del 1891 cuándo el Sultan Hassan I creó el primer servicio postal marroquí. 

### Telefonía
En 1967, Marruecos colocó el primer cable submarino entre Tetuán, Marruecos, y Perpiñán, Francia, a través del mediterráneo. Unos cuantos años más tarde, en 1970, se introdujo una transmisión vía INTELSAT. El servicio Telex era entonces automatizado en 1971 justo antes de instalar un centro digital en Fes.
Debido al adelanto de telecomunicaciones alrededor del globo terráqueo, Marruecos decidió crear que una entidad nueva llamada Office National des Postes et Télécommunications (ONPT) para dirigir la industria. ONPT Era responsable de la introducción de la Radiotelefonía Móvil Analógica en 1987. Más tarde encima, en 1992, Marruecos instaló la primera fibra óptica submarina por cable. Dos años más tarde, un servicio GSM estaba operando.

### Internet
El Internet estuvo introducido en Marruecos por ONPT en 1995. 

### El nacimiento de IAM
Después de la publicación de un decreto de telecomunicaciones, Maroc Telecom (IAM) se fundó en 1998.

### Privatización
El 20 de febrero del 2001 el gobierno marroquí vendió el 35% de las participaciones de la compañía al medio de comunicación de masas francés Vivendi. La transacción fue 23 Mil millones de dirhams. El 4 de enero de 2005 Vivendi adquirió un 16% adicional por 12.4 mil millones de dirhams levantando su participación a 51%. En octubre del 2007, el CDG cedió un 2% de Maroc Telecom a Vivendi en intercambio de 0.6% de las participaciones de Vivendi.

### Participación de propiedad
En julio de 2013, se anunció que Vivendi, vendería su 53% de las participaciones de IAM a Etisalat por alrededor de $4.2 mil millones.

## Actividades
IAM Tiene tres actividades principales:

### Líneas de tierra
Consta de la provisión de teléfonos públicos por todas partes Marruecos. El parque fijo logra 1.6 millones de líneas.

### Teléfonos móviles
Los servicios móviles están proporcionados vía GSM. Maroc La telecomunicación contó 33 millones de clientes al final de octubre de 2012. Su red cubre el 97% de la población marroquí.
También tiene 12.5 millones de clientes en Malí, Gabón, Burkina Faso y Mauritania. Es uno  de los de los más exitosos operadores en África con ingresos de 2.2 miles de millones euros durante los primeros 9 meses de 2012.
Maroc Telecom lanzó 4G+ en Marruecos el 13 de julio de 2015.